# Orangebauch-Blattvogel
Der Orangebauch-Blattvogel (Chloropsis hardwickii) ist eine Vogelart aus der Familie der Blattvögel (Chloropseidae).
Der Artzusatz hardwickii bezieht sich auf Thomas Hardwicke.
Der Vogel ist im zentralen und östlichen Himalaya, in Yunnan und im Norden Südostasiens verbreitet.
Das Verbreitungsgebiet umfasst Wipfel und Ränder von Wäldern verschiedener Art, auch baumbestandene Lebensräume von 1300–2135 m Höhe.

## Merkmale
Der Vogel ist 15–20 cm groß, das Männchen wiegt 32–40, das Weibchen 25–34 g.
Das Männchen trägt eine schwarze Maske, hat eine gelblich-grüne Oberseite, Scheitel und Kopfoberseite sind gelb. Die Unterseite ist orange, schwarz auf der Kehle bis zur Brust, mit purpur-blauen Flecken auf den Flugfedern und am Schwanz, der aus der Ferne schwarz aussieht. Das Weibchen ist durchgehend grün, auf der Unterseite mittig orange. Beide haben einen breiten blauen Bartstreif.
Jungvögel haben einen grünen Kopf und Spuren von Orange auf der Unterseite.

## Geografische Variation
Es werden folgende Unterarten von HBW anerkannt: 
- C. h. hardwickii Jardine & Selby, 1830, Nominatform – Nordindien (Himachal Pradesh) entlang des Himalaya östlich bis Südchina, Myanmar, Nordwesten Thailands und Laos
- C. h. malayana Robinson & Kloss, 1923 – Myanmar (Tenasserim) und Malaiische Halbinsel

Zusätzlich von Avibase und IOC:
- C. h. melliana Stresemann, 1923 – Südosten Chinas, Vietnam
- C. h. lazulina (Swinhoe, 1870) – Hainan

Beide werden in HBW als eigene Art (Lazulibrust-Blattvogel) bzw. dessen Unterarten geführt, da sie sich genetisch unterscheiden.

## Stimme
Der Gesang des Männchens wird typischerweise von einem freien Ansitz oben auf einem Baum vorgetragen. Er gilt als reichhaltigster und langanhaltendster Gesang der Familie.

## Lebensweise
Die Nahrung ist vielfältig und umfasst Früchte, Nektar und Gliederfüßer. Die Nahrungssuche erfolgt allein oder als Paar, mitunter auch in gemischten Jagdgemeinschaften.
Die Brutzeit dürfte zwischen Mai und August liegen.
Wanderbewegungen beschränken sich auf Höhenmigration im Himalaya.

## Gefährdungssituation
Der Bestand gilt als nicht gefährdet (Least Concern).